# Austrochaperina derongo
Austrochaperina derongo és una espècie de granota que viu a Papua Nova Guinea.